# 卢特里尼堂区
卢特里尼堂区是拉脱维亚萨尔杜斯市镇下辖的一个行政单位。

## 卢特里尼堂区内的城镇、村庄和定居点
- 拉舒佩
- 卢特里尼
- 纳米基